# ジャレッド・レトコフスキー
ジャレッド・レトコフスキー（Jared Michael Retkofsky 1983年3月16日- ）はカンザス州ウィチタ出身のアメリカンフットボール選手。現在ユナイテッド・フットボール・リーグのハートフォード・コロニアルズに所属している。ポジションはロングスナッパー。NFLのピッツバーグ・スティーラーズで第43回スーパーボウル優勝を味わっている。

## 経歴
高校時代はアメリカンフットボールの他に陸上競技、パワーリフティングでも好成績をあげた。3年の際にはフルバックとしてプレーしチームキャプテンを務めた。テキサスクリスチャン大学に入学後、1年次は練習生、2年次になってスペシャルチームでプレーするようになり、3年次にはディフェンスラインマンとして3サック、4年次には控えのディフェンスラインマン及びロングスナッパーとしてプレーした。
2007年のドラフト外フリーエージェントでピッツバーグ・スティーラーズに入団したがロースターに残れなかった。2008年レギュラーシーズン中、時給15ドルの家具運びのアルバイトをしていた彼はロングスナッパーのレギュラー、グレッグ・ウォレンが故障者リスト入りしたため急遽スティーラーズに獲得され第43回スーパーボウルにも出場し優勝を味わった。
翌2009年4月30日、アメリカンフットボールとは無関係の怪我で肩を痛めてチームを放出されユナイテッド・フットボール・リーグのニューヨーク・センティネルズでプレーした。UFLのシーズン終了後、再び家具運びのアルバイトをしていた彼は12月21日に2年連続グレッグ・ウォレンが負傷してプレーできなくなったためスティーラーズに加入した。